# Jeff Conaway
Jeffrey Charles William Michael «Jeff» Conaway (Nueva York, 5 de octubre de 1950-Encino, California; 27 de mayo de 2011) fue un actor estadounidense famoso por su interpretación en la película Grease y en las series de televisión estadounidenses Taxi y Babylon 5. En 1992 dirigió la película Bikini Summer II.

## Biografía
Comenzó su carrera artística en Broadway a la edad de dos años. Su trayectoria despuntó iniciada la década de 1970. Compaginó sus intervenciones en pequeños papeles en televisión con actuaciones sobre los escenarios. Además, intervino en la película de Disney Pedro y el dragón Elliot (1977). En esa época, formó parte del reparto original del musical Grease, dando vida a Kenickie. Cuando el espectáculo fue adaptado al cine, el papel lo consiguió el joven John Travolta, en ese momento muy popular gracias a Fiebre del sábado noche. No obstante, Conaway fue llamado para formar parte del reparto, encarnando a Kenickie, el mejor amigo de Danny. El éxito de la película le proporcionó gran popularidad, que se incrementó al participar en la serie de televisión Taxi entre 1978 y 1982, cuando interpretó a Bobby Wheeler. Entre sus compañeros de reparto se incluían Danny DeVito y Andy Kaufman.
Con posterioridad desarrolló una carrera desigual, compaginando cine y televisión. Destaca su paso por las series The Bold and the Beautiful (1989-1990) y Babylon 5 (1994-1998). En 2008 participó en el reality show Celebrity Rehab with Dr. Drew, en el que se hizo pública su adicción al alcohol y la cocaína.
Estuvo nominado en dos ocasiones (1978 y 1979) a los Globos de Oro por su interpretación en la serie Taxi.
Falleció el 27 de mayo de 2011 a los 60 años en un hospital de California tras haber sufrido una supuesta sobredosis. El actor sufría una neumonía y problemas respiratorios en el momento en que se produjo la posible sobredosis.

## Vida personal
Se casó en 1980 con Rona Newton-John, hermana de Olivia Newton-John, su compañera de reparto en Grease. La pareja se divorció en 1985.

## Filmografía
- ¿Quieres que te cuente un secreto?  (2001)
- El Banquero (1989)
- La escritora fantasma (1989)
- Elvira, Mistress of the Dark (1988)
- Grease (1978)
- Pedro y el dragón Elliot (1977)
- Ha llegado el águila. (1976)
- Jennifer on My Mind (1971)